# بهار (مدينة)

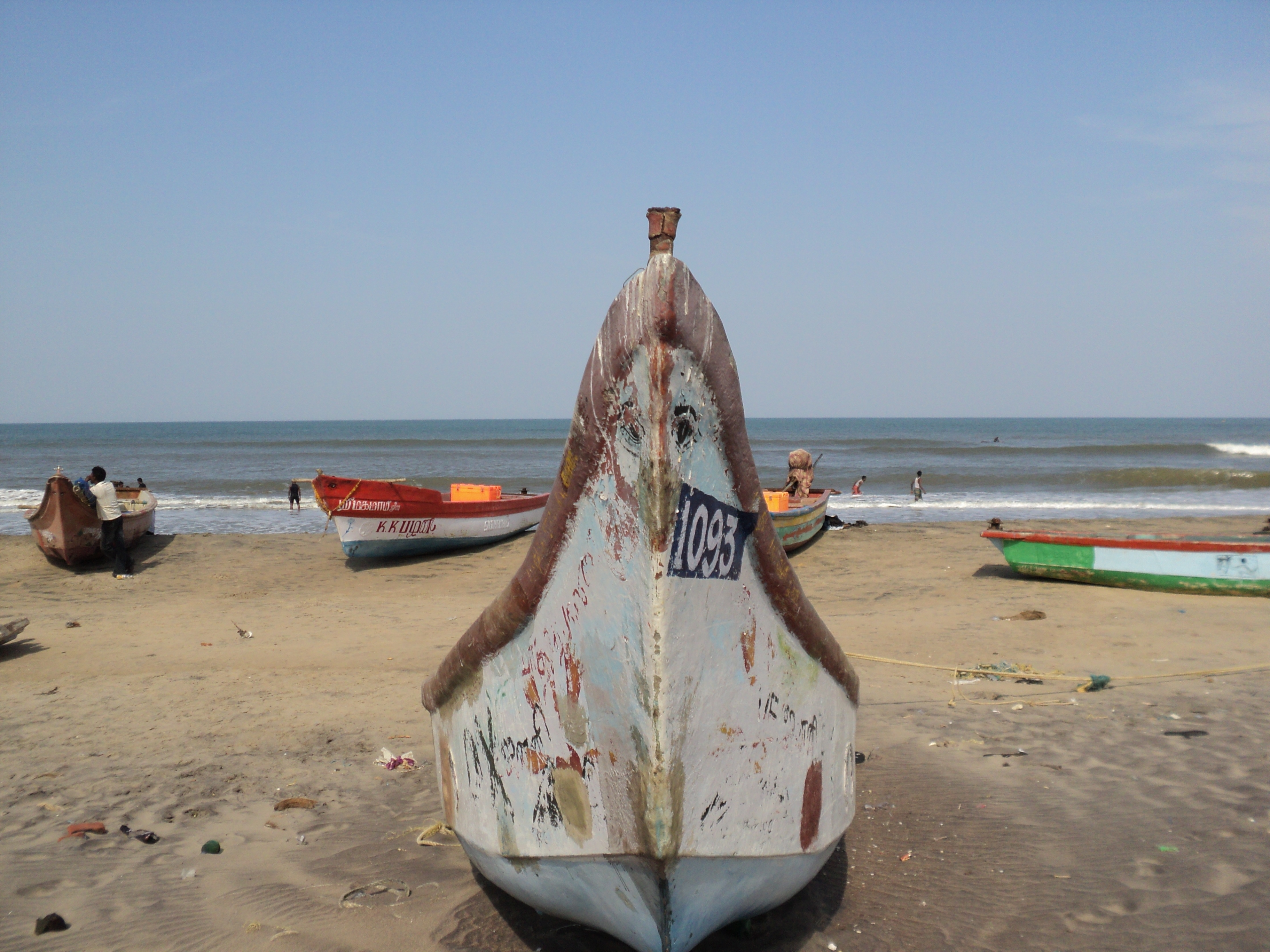
بعض السفن على ساحل بُهار.

بُهار (بالتاملية: பூம்புகா) هي مدينة ساحلية تقع بولاية تامل نادو الهندية وقد كانت ميناءً مهماً في عهد الإمبراطورية التشولائية حيث كانت تعتمد على بُهار في تجاراتها البحرية.